# Bergbambos tessellata
Bergbambos tessellata Stapleton, 2013 è una pianta angiosperma monocotiledone appartenente alla famiglia delle Poaceae (o Graminacee). È l'unica specie del genere Bergbambos.

## Etimologia
Il nome generico (Bergbambos) deriva da una parola in lingua afrikaans (Bergbamboes) parlata nel Sudafrica. il termine specifico (tessellata) indica una superficie tessellata o a scacchi, modellate come un mosaico (con piccole aree di colori diversi).
Il nome scientifico della specie (e anche del genere) è stato definito dal botanico contemporaneo Christopher Mark Adrian Stapleton (1957-) nella pubblicazione "PhytoKeys 25: 99. 2013" del 2018.

## Descrizione

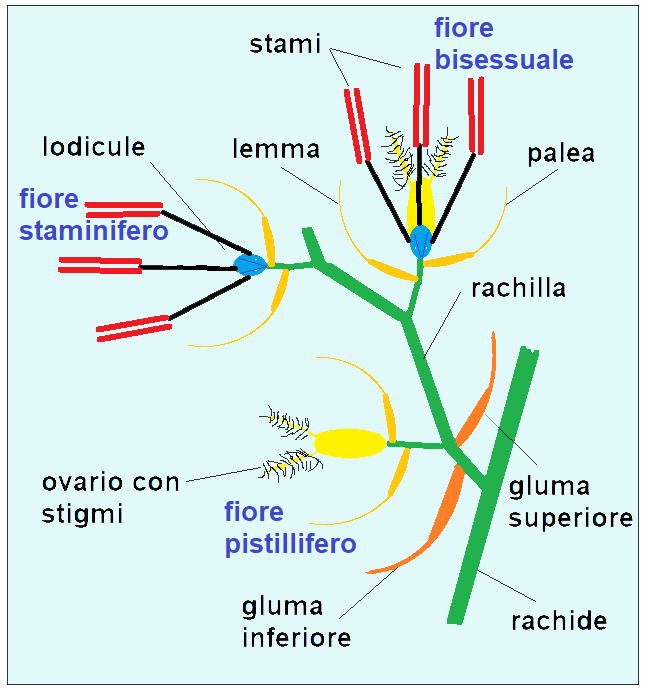
Spighetta generica con tre fiori diversi

### Portamento
Il portamento di questa specie è cespitoso perenne con culmi legnosi, eretti o leggermente arcuati e cavi. Le radici in genere sono del tipo fascicolato con rizomi pachimorfi allungati. Da ogni nodo possono svilupparsi orizzontalmente fino a 7 rami subuguali. Lo sviluppo della ramificazione è basipeta. I nodi non sono prominenti. Dimensioni della pianta: altezza 5 - 7 metri; diametro 20 mm.

### Foglie
Le foglie lungo il culmo in genere sono alterne e distiche. Sono composte da una guaina (glabra, cigliata sui bordi e persistente) senza padiglioni auricolari, una ligula (esterna) e una lamina da eretta a riflessa con forme lanceolate. I bordi della lamina sono scariosi e cartilaginei. L'apice è acuto e indurito. Ogni ramo genera 3 - 5 foglie. Sono presenti dei pseudo-piccioli. Le venature sono parallelinervie (quelle trasversali sono visibili); quella centrale (midrib) è prominente abassialmente. Le foglie del culmo sono distinte da quelle delle ramificazioni laterali. Nel mesofillo sono presenti delle cellule fusiformi. Dimensioni delle foglie: lunghezza 5 – 15 cm; larghezza 8 – 15 mm. Lunghezza del pseudo-picciolo: 0,1 - 0,2 cm.

### Infiorescenza
- Infiorescenza principale (sinfiorescenza o semplicemente spiga): le infiorescenze sono fascicolate e bratteate (sono dei racemi non unilaterali); sono inoltre prive di ramificazioni, e sono formate da diverse spighette compresse lateralmente e compatte. Lunghezza dell'infiorescenza: 40 cm.
- Infiorescenza secondaria (o spighetta): le spighette fertili, con un breve pedicello (o subsessili), con forme ovate, sono sottese da due brattee chiamate glume (inferiore e superiore). Le glume sono persistenti e più corte della spighetta; hanno una consistenza cartacea, non sono cigliate e possiedono 9 vene longitudinali. La forma delle glume è lanceolata con apice acuto. Ogni spighetta è formata da un solo fiore fertile (raramente fino a 3) e all'apice alcuni fiori ridotti. Alla base del fiore fertile sono presenti due brattee: la palea e il lemma, entrambe con forme oblunghe, senza ciglia e a consistenza cartacea. La disarticolazione è sotto ogni fiore fertile e avviene alla maturità dello stesso. Lunghezza delle spighette: 5 – 15 mm.
- I fiori sono attinomorfi formati da 3 verticilli: perianzio ridotto, androceo e gineceo.

- Formula fiorale:

- , P 2, A (1-)3(-6), G (2–3) supero, cariosside.

- Il perianzio è ridotto e formato da tre lodicule, delle squame, poco visibili (forse relitto di un verticillo di 3 sepali). Il tessuto delle lodicule è ampiamente vascolato.

- L'androceo è composto da 3 stami ognuno con un breve filamento libero, una antera (colore arancio) e due teche. Le antere sono basifisse con deiscenza laterale. Il polline è monoporato.

- Il gineceo è composto da 3-(2) carpelli connati formanti un ovario supero. L'ovario, glabro o pubescente ha un solo loculo con un solo ovulo subapicale (o quasi basale). L'ovulo è anfitropo e semianatropo e tenuinucellato o crassinucellato. Lo stilo è unico con tre stigmi papillosi.

### Frutti
I frutti sono del tipo cariosside, ossia sono dei piccoli chicchi indeiscenti nel quale il pericarpo è formato da una sottile parete che circonda il singolo seme. In particolare il pericarpo è fuso al seme e aderente. L'endosperma è duro e l'ilo è lungo e lineare. L'embrione è provvisto di epiblasto. I margini embrionali della foglia si sovrappongono.

## Biologia
In generale nelle erbe delle Poaceae la fecondazione avviene fondamentalmente tramite l'impollinazione dei fiori per via  anemogama. Gli stigmi piumosi sono una caratteristica importante per catturare meglio il polline aereo.
I semi cadendo a terra, dopo aver eventualmente percorso alcuni metri a causa del vento (dispersione anemocora) sono dispersi soprattutto da insetti tipo formiche (mirmecoria).

## Distribuzione e habitat
La distribuzione di questa specie è relativa al Sudafrica, Oceano Indiano meridionale e occidentale con habitat montagnosi.

## Tassonomia
La famiglia delle Poacee comprende circa 800 generi e oltre 9.000 specie. È una delle famiglie più numerose e più importanti del gruppo delle monocotiledoni. La famiglia è suddivisa in 12 sottofamiglie, la specie di questa voce fa parte della sottofamiglia Bambusoideae (tribù Arundinarieae).